# منطقه حفاظت‌شده جبل موسی
منطقه حفاظت‌شده جبل موسی (به عربی: محمیة جبل موسی للمحیط الحیوی) یک ذخیره‌گاه زیست‌کره در لبنان است که در Keserwan District, Lebanon واقع شده‌است.